# Милан Ћуп
Милан Ћуп (Ведро Поље, код Б. Петровца, 31. март 1917 — Враница, 27. јун 1944) је био политички радник и народни херој Југославије.
Члан КПЈ од 1940. Организатор устанка у селима око Босанског Петровца. У току НОБ-е био је комесар чете, политички комесар 2. и 4. батаљона Треће крајишке бригаде и заменик команданта Седме крајишке ударне бригаде.
Два пута је тешко рањен. Испољио је храброст у борбама за Бугојно и Бањалуку. Погинуо је у борби против немачких фашиста.
За народног хероја проглашен је 20. децембра 1951. године.